# The Daily (подкаст)
The Daily (з англ. «щоденно», «щоденна газета») — це щоденний новинний подкаст і радіо-шоу американської газети The New York Times. Його ведучим є політичний журналіст New York Times Майкл Барбаро (англ. Michael Barbaro). Випуски тривають по 20-30 хвилин і зазвичай детально розглядають одну тему, стаття на яку вийшла в New York Times; новий випуск виходить кожного буднього дня.
The Daily найчастіше базується на інтерв'ю з журналістами New York Times, в яких вони узагальнюють та коментують історію, про яку написали для сайту та газети видання. Випуски доповнюються записами, пов'язаними з цією темою, або оригінальними репортажами на кшталт інтерв'ю з учасниками історії. Зокрема, гостями The Daily часто є журналісти-розслідувачі видання, які розповідають про свої розслідування. Кожен випуск завершується кількахвилинним оглядом кількох найважливіших новин дня. За словами авторів подкасту, його фокусом є не просте переповідання новин, а розповідання історій через новини.
The Daily був заснований у січні 2017 року. Подкаст став помітним успіхом New York Times: наприклад, видання TheStreet.com описало його як «феномен, несподіваний хіт». До серпня 2017 року подкаст зібрав 3,8 мільйона унікальних слухачів, а до осені того ж року почав регулярно входити до десятки найпопулярніших подкастів. The New Yorker приписував цей успіх частково «розмовному та інтимному» тону подкасту, який зробив новини більш доступними, і «своєрідною інтонацією» Барбаро. У 2018 році The Daily почав випускати адаптовану версію на радіо разом із American Public Media. Станом на червень 2018 року подкаст завантажували 1,1 мільйон разів кожного дня.
The Daily безкоштовний для слухачів і отримує фінансування з допомогою реклами, яку транслюють під час випусків подкасту; New York Times стверджує, що подкаст є прибутковим для видання. Влітку 2017 року в New York Times заявили, що мають намір побудувати франшизу новинних подкастів навколо The Daily, починаючи із побічного подкасту, New Washington (Новий Вашингтон). New Washington виходив із липня по грудень 2017 року. В січні 2019 року The Daily запустили новинну розсилку.
Завдяки успіху подкасту The Daily було випущено щотижневий документальний серіал під назвою The Weekly, перший випуск якого вийшов на FX 2 червня 2019 року.